# Szarkiwszczyna (rejon mirhorodzki)
Szarkiwszczyna (ukr. Шарківщина) – wieś na Ukrainie, w obwodzie połtawskim, w rejonie mirhorodzkim, w hromadzie Romodan. W 2001 liczyła 626 mieszkańców, spośród których 612 wskazało jako ojczysty język ukraiński, 12 rosyjski, a 2 białoruski.

## Urodzeni
- Piotr Tkałun